# Jade (animatrice)
Pour les articles homonymes, voir Jade (homonymie).
Martine Chambaraud, dite Jade, Princesse Jade (pseudonyme utilisé avec Arthur) ou Mademoiselle Jade (pseudonyme utilisé par Laurent Gerra sur RTL), est une animatrice de radio française, née le 24 octobre 1961 à Jarnac en Charente.
Après avoir été une des figures de la FM en France comme Max, Manu Levy, Laurent Petitguillaume ou Supernana, sa carrière radiophonique est étroitement liée à celle d'Arthur.

## Biographie
Jade a d'abord été professeur de musique. Elle a animé durant dix ans sous le nom de Jade de nombreuses émissions sur différentes radios : Radio Feuille de vigne à Cognac, NRJ Angoulême, Radio Val d'Isère ou Radio Alpe d'Huez.
En 1983, elle vit à Bruxelles et travaille comme attachée de presse pour la comédie musicale Brel en mille temps avec Maurane, Philippe Lafontaine et Dani Klein (future Vaya Con Dios). Puis en 2004, elle adoptera sa fille Mila à 6 mois au Burkina Faso.

## Les années Arthur
Jade rencontre Arthur sur l'antenne de Skyrock où, à l'époque, elle adopte le pseudonyme de « Sophie ». Ensuite, Arthur l'engage pour Arthur et les pirates avec Maître Lévy et Alexandre Devoise sur Europe 1. À cette occasion, Jade est baptisée « Princesse Jade » et l'émission est diffusée de septembre 1992 à avril 1996. À la fin de la saison, elle anime avec Michèle Bernier et Maître Lévy une émission de type libre antenne.
Elle suit Arthur sur Europe 2 en 1996 mais quitte l'antenne avant la fin de la saison. On la retrouve pour une chronique dans la matinale de Chérie FM en 1998 pendant deux ans, mais aussi en remplacement d'un congé maternité de Myriam dans Planet Arthur avec Arthur en 2002.
Jade effectue son retour radiophonique le jeudi 25 novembre 2004 sur Europe 2 aux côtés d'Arthur pour battre le record de la plus longue émission de radio avec Manu Lévy (ex-Maître Lévy) et Jean-Guy Badiane (pseudonyme de Jonathan Lambert). Ce record validé par le Livre Guinness des records est disponible en dvd : Arthur et les pirates - 33 h chrono (record à battre) produit par Ludovic Dazin. Elle intègre l'équipe d’Arthur et les pirates pour une saison sur Europe 2, mais elle est remplacée l'année suivante par Jaz (pseudonyme de Sandrine Vendel).
Durant son absence radiophonique, Jade a travaillé pour une association d'enfants.
À l'été 2008, Jade effectue son retour sur Europe 1 en tant que meneuse de jeu : l'après-midi de 16 h à 18 h et le week-end de 9 h à 18 h. À la rentrée de 2008, elle se voit confier la tranche 9 h-14 h le week-end mais est remerciée un mois plus tard à la suite d'une incompatibilité d'humeur avec Dominique Souchier et Pierre-Louis Basse.
Après le rachat de OUÏ FM par Arthur, le 2 février 2009, Jade se voit confier la tranche 10 h-13 h 30. Elle co-anime à la rentrée 2009 l'émission Ouï Love Deezer avec Julien, tranche qu'elle a quittée fin janvier 2010, à la suite d'une restriction budgétaire de la radio.

## RTL
Depuis juillet 2010, Jade a rejoint RTL.
En juillet 2010, pour la grille estivale, Jade remplace Vincent Perrot dans Stop ou encore et Charlotte Pozzi dans Petits Secrets grandes vacances avec Jean-Sébastien Petitdemange. À la rentrée 2010, elle intègre l'équipe de cette radio en animant chaque samedi de 13 h 30 à 15 h Itinéraire d'un auditeur gâté avec Jean-Sébastien Petitdemange et prête également sa voix à la chronique de Laurent Gerra chaque jour à 8 h 45. Elle assure également des remplacements en tant que speakerine sur la tranche 16 h-20 h.
De septembre 2012 à juin 2014, elle coanime avec Jean-Pierre Foucault La Bonne Touche.
De septembre 2014 à juin 2015, elle coanime l'émission Ça ne manque pas d'airs sur RTL avec Jean-Michel Zecca le samedi et le dimanche de 13 h 30 à 15 h qui se poursuit pendant l'été 2015 en semaine de 9 h 15 à 11 h.
De septembre 2015 à juin 2016, elle présente Drôle de semaine le week-end de 13 h 30 à 14 h sur RTL.
Depuis septembre 2016, elle coanime On refait la télé, au côté d'Éric Dussart sur RTL.

## Carrière radio

### Skyrock
- 1987-1991 : tranche 13 h-17 h, sous le pseudonyme de Sophie
- 1991-1992 : tranche 9 h-13 h, sous le pseudonyme de Jade
- 1993-1994 : tranche 9 h-12 h, sous le pseudonyme de Princesse Jade

### Europe 1
- 1994-1996 : Arthur et les Pirates avec Arthur
- 1996 : Les Pirates avec Michèle Bernier et Maître Lévy (21 h-22 h 30)

### Europe 2,Chérie FMetFun Radio
- 1996-1997  Qu'est ce qui fait courir la ville avec Rémy Caccia (19 h 30-22 h) sur Europe 2
- 1998-2001 Chronique : Les Deux Minutes stars dans Good morning Chérie avec Jean-Marc Morandini puis Didier Bonciel (6 h-9 h) sur Chérie FM
- 2002 : PlanetArthur avec Arthur et Maître Lévy (16 h-18 h 30) sur Fun Radio (remplacement de Myriam en congé maternité)
- 2004-2005 : Arthur et les Pirates avec Arthur, Maître Lévy et Jonathan Lambert (16 h-18 h) sur Europe 2

### Europe 1
- Été 2008 : meneuse de jeu (16 h-18 h et week-end 9 h-18 h)
- Septembre - Octobre 2008 : meneuse de jeu samedi 9 h-14 h et dimanche 9 h-15 h

### OUÏ FM
- Février 2009 : tranche 10 h-13 h 30 puis 9 h 30-13 h
- Septembre 2009-janvier 2010 : Ouï Love Deezer avec Julien (13 h-16 h)

### RTL
- Été 2010 : Stop ou encore[2]  (samedi et dimanche 9 h 30-11 h 30) et Petits secrets Grandes vacances avec Jean-Sébastien Petitdemange (samedi 13 h 30-15 h)
- Septembre 2010 : Itinéraire d'un auditeur gâté avec Jean-Sébastien Petitdemange (samedi 13 h 30-15 h)
- Depuis septembre 2010 : La Chronique de Laurent Gerra (du lundi au vendredi à 8 h 50)
- 1er janvier 2011 : Les Quatre Fabuleux, émission spéciale pour la nouvelle année, entourée de Laurent Boyer, Cyril Hanouna, Jean-Pierre Foucault et Julien Courbet
- De septembre 2012 à juin 2014 : La Bonne Touche avec Jean-Pierre Foucault
- 29 décembre 2013 : Une année de rire sur RTL
- septembre 2014-juin 2015 Ça ne manque pas d'airs sur RTL les samedis et dimanches de 13 h 30 à 15 h avec Jean-Michel Zecca et en semaine du lundi au vendredi pendant l'été 2015 de 9 h 15 à 11 h[3].
- depuis septembre 2015-juin 2016 : Drôle de semaine le week-end de 13 h 30 à 14 h.
- depuis septembre 2016 : elle co-anime On refait la télé, aux côtés d'Éric Dussart.